# Danaus
Danaus är ett släkte av fjärilar som beskrevs av Jan Krzysztof Kluk 1802. Danaus ingår i familjen praktfjärilar.
Flera av arterna i släktet har en form av mimikry som kallas Browers mimikry och innebär en skyddande likhet inom arten.

Kladogram enligt Catalogue of Life och Dyntaxa:
| Danaus | \| \| Danaus chrysippus \| \| \| \| \| \| Danaus gilippus \| \| \| \| \| \| Monark \| \| \| \| |
|        | \| \| Danaus chrysippus \| \| \| \| \| \| Danaus gilippus \| \| \| \| \| \| Monark \| \| \| \| |
|        | Danaus chrysippus                                                                              |
|        |                                                                                                |
|        | Danaus gilippus                                                                                |
|        |                                                                                                |
|        | Monark                                                                                         |
|        |                                                                                                |

## Bildgalleri

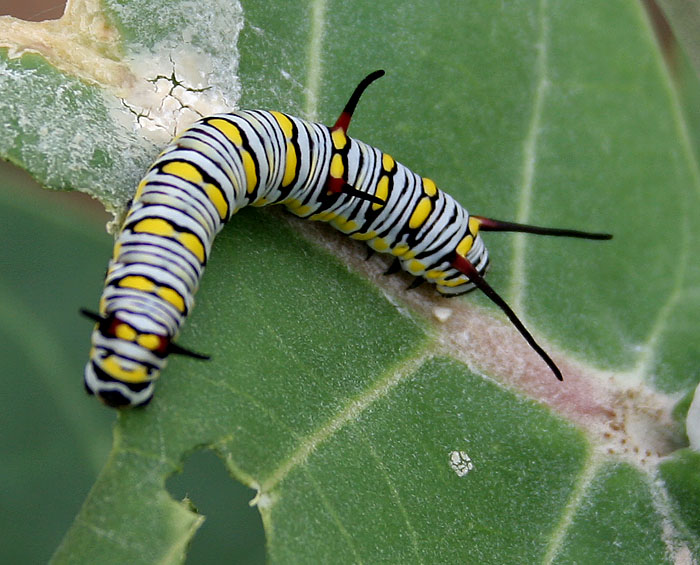
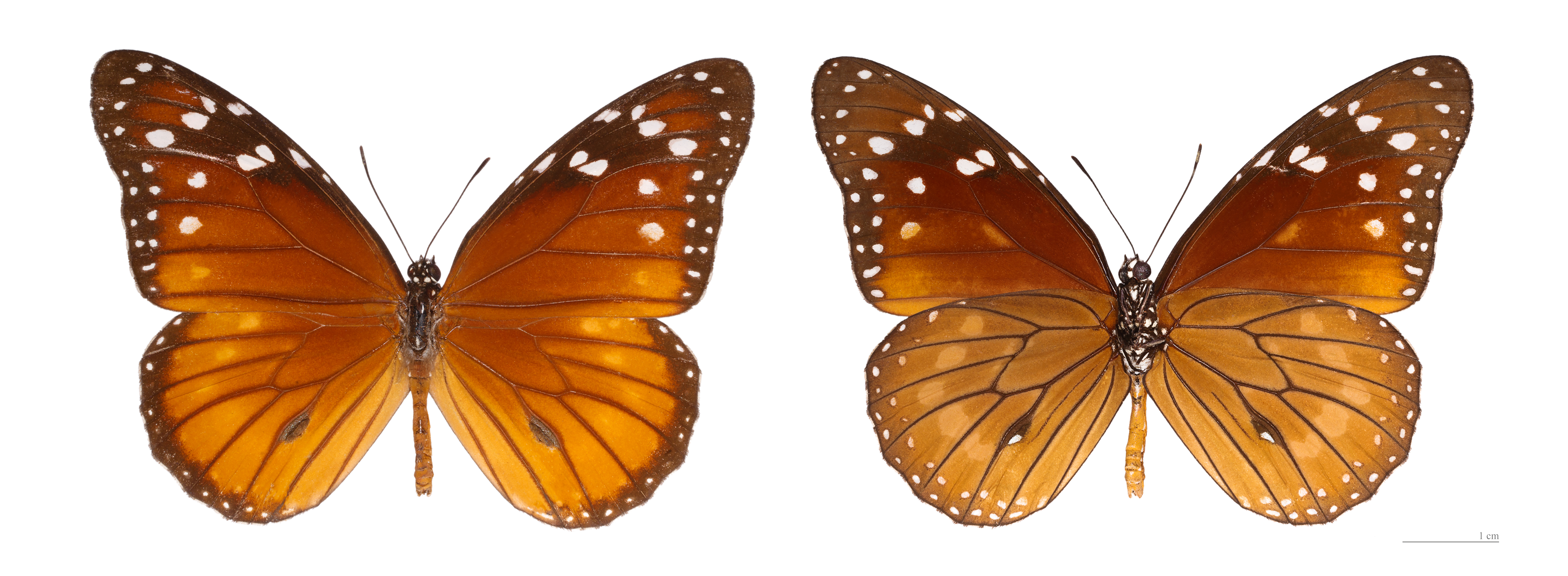
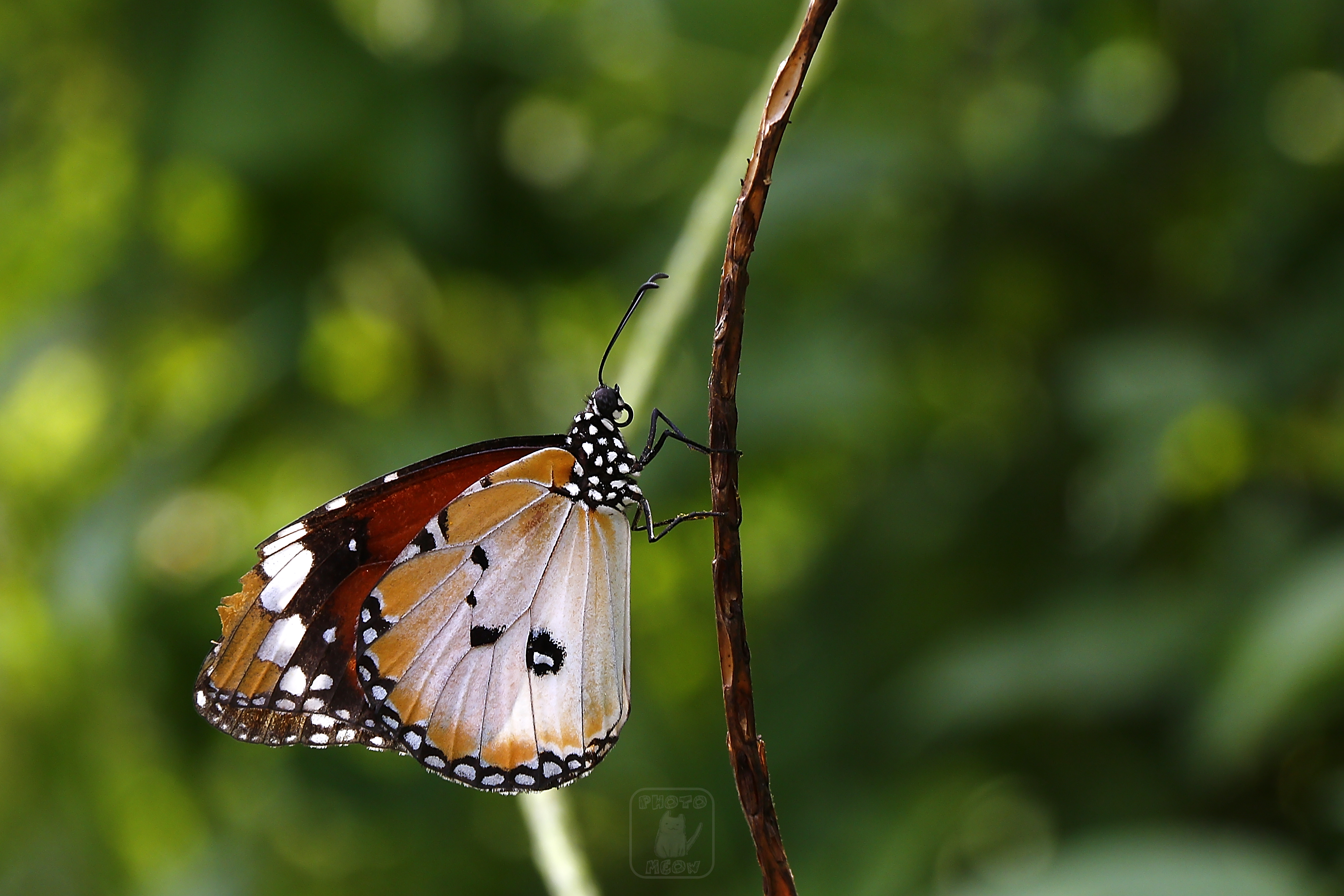
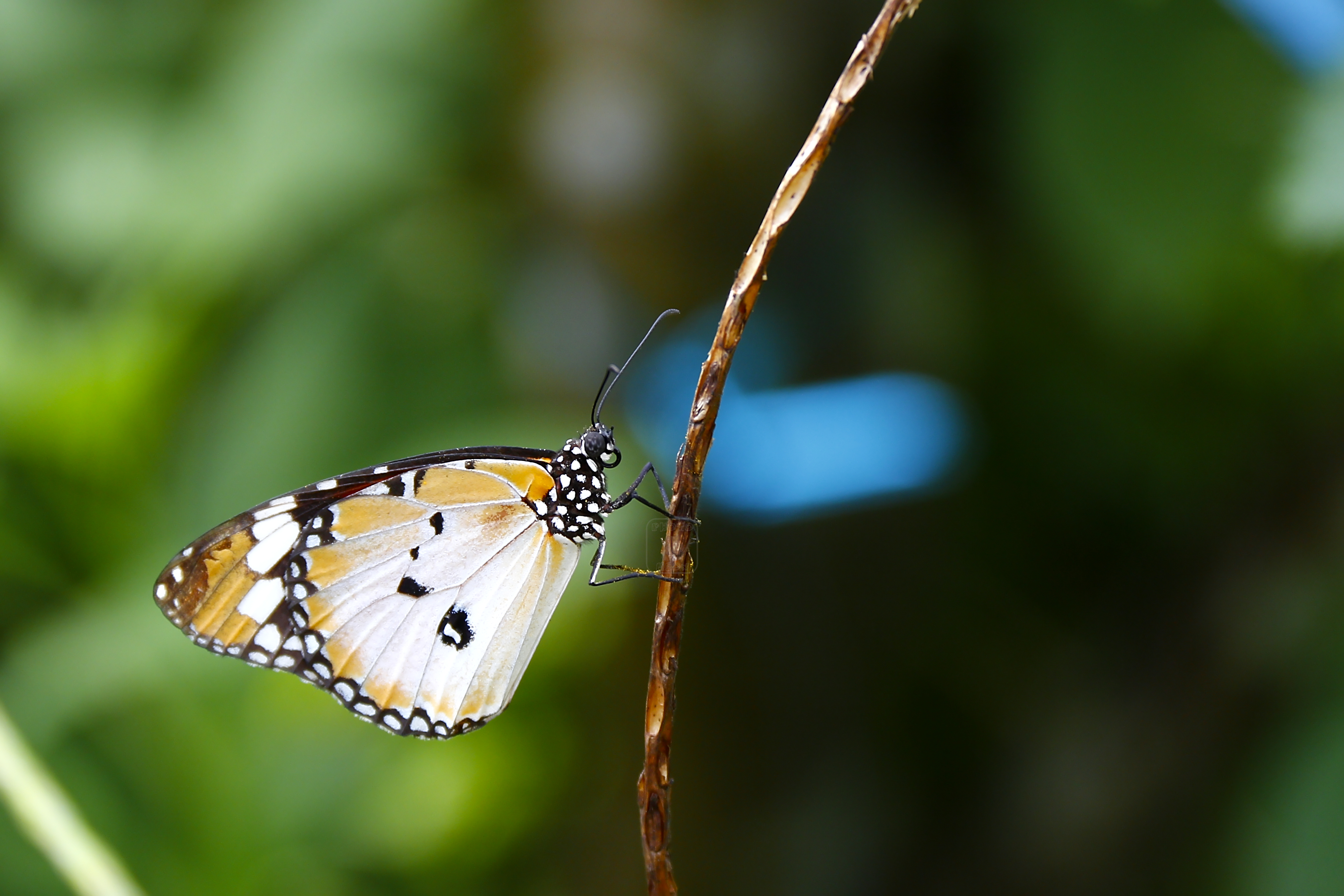
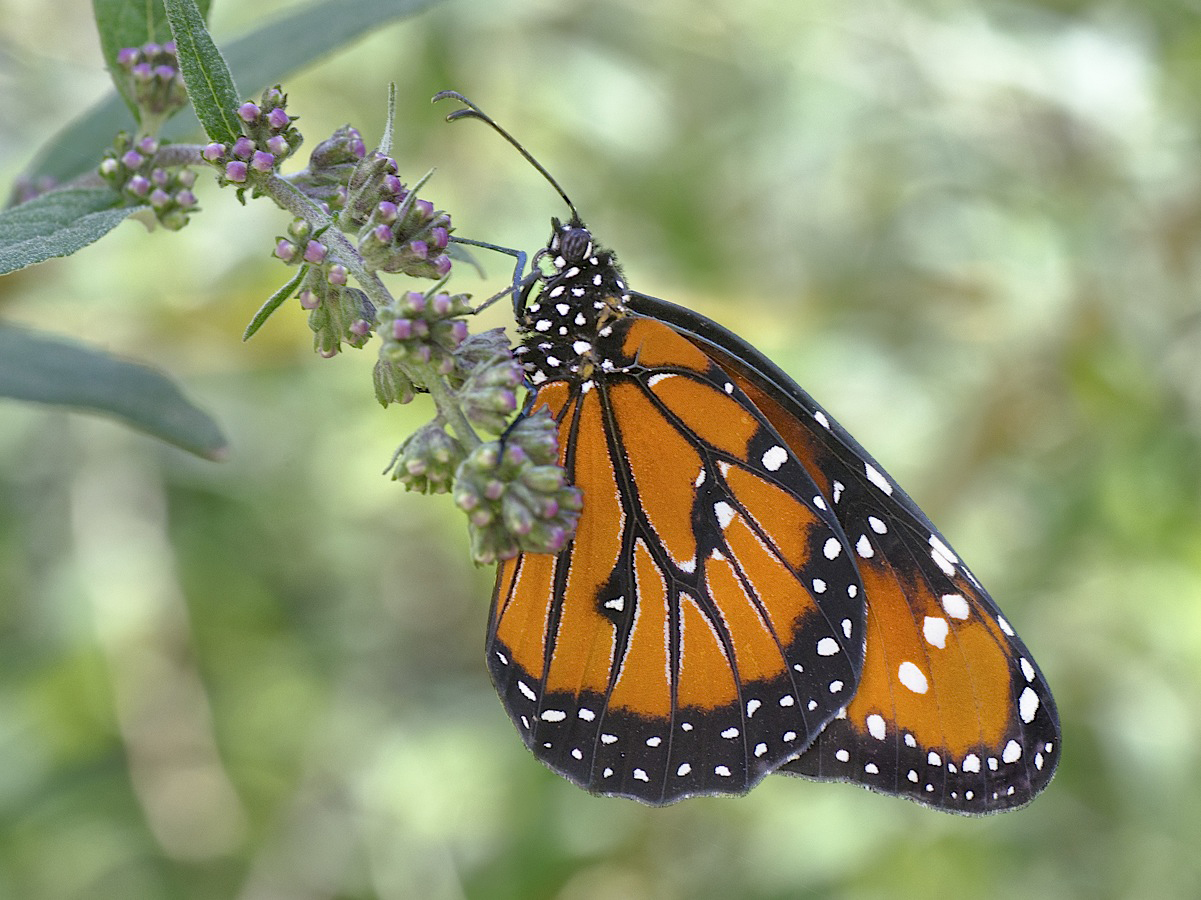

### Fotnoter
1. 1 2 3  Bisby F.A., Roskov Y.R., Orrell T.M., Nicolson D., Paglinawan L.E., Bailly N., Kirk P.M., Bourgoin T., Baillargeon G., Ouvrard D. (red.) (6 mars 2011). ”Species 2000 & ITIS Catalogue of Life: 2011 Annual Checklist.”. Species 2000: Reading, UK. http://www.catalogueoflife.org/annual-checklist/2011/search/all/key/danaus/match/1. Läst 24 september 2012.
2. 1 2  Dyntaxa Danaus
3. ↑  Pasteur 1982, s. 169-199.